# Paraspidodera uncinata
Paraspidodera uncinata ist ein parasitär im Blinddarm und Grimmdarm von Meerschweinchen lebender Spulwurm aus der Familie der Aspidoderidae. Er verursacht die Heterakidose der Nager.

## Morphologie
Adulte Formen von Paraspidodera uncinata sind 1,1 bis 2,5 cm lang. Die Mundöffnung ist von drei, durch Abschnürungen abgegrenzte Lippen umgeben, an denen zwei dorsale und eine subventrale Papille sitzen. Der Ösophagus besitzt eine markante Endauftreibung (Endbulbus). Die Cuticula ist quergestreift und trägt kleine Lateralflügel.
Bei Männchen ist das Hinterende zugespitzt und Kaudalflügel sind nicht ausgebildet. Vor der Kloake befindet sich ein Saugnapf und zahlreiche Papillen. Männchen besitzen in der Kloake zwei, ausstülpbare, etwa gleich große Begattungshilfsorgane (Spicula). Die Vulva der Weibchen liegt hinter der Körpermitte.